# Tachyphonus rufiventer
Tachyphonus rufiventer là một loài chim trong họ Thraupidae.